# Festival cinematografico internazionale di Mosca 2003
La 25ª edizione del Festival cinematografico internazionale di Mosca si è svolta a Mosca dal 20 al 29 giugno 2003.
Il San Giorgio d'Oro fu assegnato al film spagnolo La fine di un mistero diretto da Miguel Hermoso.

## Giuria
- Sergej Bodrov ( Russia - Presidente della Giuria)
- Agnieszka Holland ( Polonia)
- Ken Russell ( Regno Unito)
- Moritz Bleibtreu ( Germania)
- Babak Payami ( Iran)
- Mika Kaurismäki ( Finlandia)
- Ol'ga Budina ( Russia)

## Film in competizione
| Film                                                                    | Regista                                 | Nazione                            |
| ----------------------------------------------------------------------- | --------------------------------------- | ---------------------------------- |
| Malamor                                                                 | Jorge Echeverry                         | Colombia                           |
| Petersburg                                                              | Irina Evteeva                           | Russia                             |
| Progulka                                                                | Aleksej Učitel'                         | Russia                             |
| Podgrjavane na včerašnija obed                                          | Kostadin Bonev                          | Bulgaria, Macedonia                |
| Skagerrak                                                               | Søren Kragh-Jacobsen                    | Regno Unito, Svezia, Danimarca     |
| Fukurō                                                                  | Kaneto Shindō                           | Giappone                           |
| Jigureul jikyeora!                                                      | Jang Joon-hwan                          | Corea del Sud                      |
| Raqs dar ghobār                                                         | Asghar Farhadi                          | Iran                               |
| Uccidere il re (To Kill a King)                                         | Mike Barker                             | Regno Unito, USA, Germania         |
| I'll Sleep When I'm Dead                                                | Mike Hodges                             | Regno Unito, USA                   |
| Eila                                                                    | Jarmo Lampela                           | Finlandia                          |
| Yu                                                                      | Franz Novotny                           | Austria                            |
| La fine di un mistero (La luz prodigiosa)                               | Miguel Hermoso                          | Italia, Spagna                     |
| Passato prossimo                                                        | Maria Sole Tognazzi                     | Italia                             |
| Seja o Que Deus Quiser                                                  | Murilo Salles                           | Brasile                            |
| Koktebel'                                                               | Aleksej Popogrebskij e Boris Chlebnikov | Russia                             |
| È più facile per un cammello... (Il est plus facile pour un chameau...) | Valeria Bruni Tedeschi                  | Francia                            |
| Moonlight                                                               | Paula van der Oest                      | Germania, Regno Unito, Paesi Bassi |
| Egy hét Pesten és Budán                                                 | Károly Makk                             | Ungheria                           |

## Premi
- San Giorgio d'Oro: La fine di un mistero, regia di Miguel Hermoso
- San Giorgio d'Argento Speciale: Koktebel', regia di Aleksej Popogrebskij e Boris Chlebnikov
- San Giorgio d'Argento:
  - Miglior Regista: Jang Joon-hwan per Jigureul jikyeora!
  - Miglior Attore: Faramarz Gharibian per Raqs dar ghobār
  - Miglior Attrice: Shinobu Otake per Fukurō
- Premio Speciale per un eccezionale contributo al mondo del cinema: Kaneto Shindō
- Premio Stanislavskij: Fanny Ardant